# Liste des monuments historiques de l'Allier (hors Montluçon, Moulins et Vichy)
Cet article recense les monuments historiques de l'Allier, en France hors de Moulins, Montluçon et Vichy qui possèdent leur propre liste.
- Haut – A
- B
- C
- D
- E
- F
- G
- H
- I
- J
- K
- L
- M
- N
- O
- P
- Q
- R
- S
- T
- U
- V
- W
- X
- Y
- Z

## Liste
| Monument                                   | Commune                      | Adresse                                           | Coordonnées                                       | Notice                                            | Protection                                        | Date                                              | Illustration                                      |
| ------------------------------------------ | ---------------------------- | ------------------------------------------------- | ------------------------------------------------- | ------------------------------------------------- | ------------------------------------------------- | ------------------------------------------------- | ------------------------------------------------- |
| Château de Chaussins                       | Abrest                       |                                                   | 46° 05′ 17″ nord, 3° 28′ 15″ est                  | « PA00092966 »                                    | Inscrit                                           | 1980                                              | Château de Chaussins                              |
| Sources du Dôme et du Lys                  | Abrest                       | Chemin des Étangs                                 | 46° 05′ 55″ nord, 3° 25′ 11″ est                  | « PA03000071 »                                    | Inscrit                                           | 2022                                              | Sources du Dôme et du Lys                         |
| Château de l'Augère                        | Agonges                      |                                                   | 46° 37′ 19″ nord, 3° 09′ 52″ est                  | « PA03000006 »                                    | Inscrit                                           | 2000                                              | Château de l'Augère                               |
| Château de Beaumont                        | Agonges                      |                                                   | 46° 37′ 19″ nord, 3° 07′ 37″ est                  | « PA00092967 »                                    | Inscrit                                           | 1978                                              | Image manquante Téléverser                        |
| Château des Échardons                      | Agonges                      |                                                   | 46° 36′ 19″ nord, 3° 09′ 22″ est                  | « PA00092968 »                                    | Inscrit                                           | 1977                                              | Image manquante Téléverser                        |
| Château de l'Épine                         | Agonges                      |                                                   | 46° 38′ 46″ nord, 3° 09′ 28″ est                  | « PA00093417 »                                    | Inscrit                                           | 1992                                              | Château de l'Épine                                |
| Château de La Pommeraye                    | Agonges                      |                                                   | 46° 37′ 13″ nord, 3° 06′ 25″ est                  | « PA03000013 »                                    | Inscrit                                           | 2001                                              | Image manquante Téléverser                        |
| Château des Sacrots                        | Agonges                      |                                                   | 46° 36′ 20″ nord, 3° 09′ 54″ est                  | « PA03000014 »                                    | Inscrit                                           | 2001                                              | Château des Sacrots                               |
| Église Notre-Dame                          | Agonges                      |                                                   | 46° 36′ 23″ nord, 3° 09′ 25″ est                  | « PA00092969 »                                    | Inscrit                                           | 1925                                              | Église Notre-Dame                                 |
| Église Saint-Étienne                       | Ainay-le-Château             |                                                   | 46° 42′ 39″ nord, 2° 41′ 25″ est                  | « PA00092970 »                                    | Classé Inscrit                                    | 1913 1980                                         | Église Saint-Étienne                              |
| Fortifications                             | Ainay-le-Château             |                                                   | 46° 42′ 42″ nord, 2° 41′ 35″ est                  | « PA00092971 »                                    | Inscrit                                           | 2007                                              | Fortifications                                    |
| Croix des Âges                             | Archignat                    | C.D. 50 C.V. 311                                  | 46° 22′ 37″ nord, 2° 25′ 09″ est                  | « PA00092972 »                                    | Classé                                            | 1969                                              | Croix des Âges                                    |
| Église Saint-Pardoux                       | Archignat                    | Frontenat                                         | 46° 20′ 37″ nord, 2° 23′ 46″ est                  | « PA00092973 »                                    | Inscrit                                           | 1970                                              | Église Saint-Pardoux                              |
| Église Saint-Léger                         | Arronnes                     |                                                   | 46° 03′ 33″ nord, 3° 34′ 06″ est                  | « PA00092974 »                                    | Inscrit                                           | 1927                                              | Église Saint-Léger                                |
| Église Saint-Genest                        | Aubigny                      |                                                   | 46° 41′ 02″ nord, 3° 09′ 51″ est                  | « PA00092975 »                                    | Inscrit                                           | 1947                                              | Église Saint-Genest                               |
| Château de la Crête                        | Audes                        |                                                   | 46° 27′ 28″ nord, 2° 32′ 20″ est                  | « PA03000029 »                                    | Inscrit                                           | 2006                                              | Château de la Crête                               |
| Château d'Issards                          | Autry-Issards                |                                                   | 46° 31′ 47″ nord, 3° 08′ 29″ est                  | « PA00092976 »                                    | Inscrit                                           | 2001                                              | Image manquante Téléverser                        |
| Château du Plessis                         | Autry-Issards                |                                                   | 46° 32′ 23″ nord, 3° 06′ 47″ est                  | « PA00092977 »                                    | Inscrit                                           | 1928                                              | Image manquante Téléverser                        |
| Église de la Sainte-Trinité                | Autry-Issards                |                                                   | 46° 32′ 57″ nord, 3° 08′ 10″ est                  | « PA00092978 »                                    | Classé                                            | 1927                                              | Église de la Sainte-Trinité                       |
| Prieuré de Saint-Maurice                   | Autry-Issards                |                                                   | 46° 32′ 36″ nord, 3° 08′ 48″ est                  | « PA00092979 »                                    | Inscrit                                           | 1933                                              | Prieuré de Saint-Maurice                          |
| Château de Segange                         | Avermes                      |                                                   | 46° 35′ 46″ nord, 3° 20′ 13″ est                  | « PA00092980 »                                    | Inscrit                                           | 1938                                              | Image manquante Téléverser                        |
| Église Saint-Michel                        | Avermes                      |                                                   | 46° 35′ 14″ nord, 3° 18′ 27″ est                  | « PA03000018 »                                    | Inscrit                                           | 2003                                              | Église Saint-Michel                               |
| Église Saint-Paul                          | Bagneux                      |                                                   | 46° 39′ 28″ nord, 3° 12′ 18″ est                  | « PA00092981 »                                    | Inscrit                                           | 1926                                              | Église Saint-Paul                                 |
| Château de Bompré                          | Barberier                    |                                                   | 46° 14′ 06″ nord, 3° 15′ 14″ est                  | « PA00093381 »                                    | Inscrit Classé                                    | 1989 1994                                         | Château de Bompré                                 |
| Église Saint-André                         | Barberier                    | Saint-André                                       | 46° 12′ 57″ nord, 3° 14′ 47″ est                  | « PA00092982 »                                    | Classé                                            | 1950                                              | Église Saint-André                                |
| Chapelle de la Tour Pourçain               | Barrais-Bussolles            |                                                   | 46° 17′ 32″ nord, 3° 43′ 45″ est                  | « PA00092983 »                                    | Inscrit                                           | 1937                                              | Image manquante Téléverser                        |
| Église Saint-Marcel                        | Bayet                        |                                                   | 46° 14′ 51″ nord, 3° 16′ 08″ est                  | « PA00092984 »                                    | Inscrit                                           | 1933                                              | Église Saint-Marcel                               |
| Château de Beaulon (Beaulon)               | Beaulon                      |                                                   | 46° 36′ 01″ nord, 3° 40′ 14″ est                  | « PA00092985 »                                    | Inscrit                                           | 1972                                              | Château de Beaulon (Beaulon)                      |
| Grange de Raclat                           | Beaulon                      |                                                   | 46° 35′ 15″ nord, 3° 42′ 07″ est                  | « PA03000033 »                                    | Inscrit                                           | 2008                                              | Image manquante Téléverser                        |
| Château de Sallebrune                      | Beaune-d'Allier              |                                                   | 46° 15′ 26″ nord, 2° 53′ 43″ est                  | « PA00093420 »                                    | Inscrit                                           | 1992                                              | Image manquante Téléverser                        |
| Église Saint-Aignan                        | Bègues                       |                                                   | 46° 07′ 43″ nord, 3° 09′ 06″ est                  | « PA00092986 »                                    | Inscrit                                           | 1970                                              | Église Saint-Aignan                               |
| Viaduc de Neuvial                          | Bègues                       |                                                   | 46° 07′ 42″ nord, 3° 10′ 00″ est                  | « PA00093424 »                                    | Inscrit                                           | 1965                                              | Viaduc de Neuvial                                 |
| Viaduc de Rouzat                           | Bègues                       |                                                   | 46° 08′ 16″ nord, 3° 08′ 54″ est                  | « PA00092987 »                                    | Inscrit                                           | 1965                                              | Viaduc de Rouzat                                  |
| Château de Bellenaves                      | Bellenaves                   |                                                   | 46° 11′ 59″ nord, 3° 04′ 37″ est                  | « PA00092988 »                                    | Inscrit                                           | 2002                                              | Château de Bellenaves                             |
| Château du Beyrat                          | Bellenaves                   |                                                   | 46° 11′ 20″ nord, 3° 06′ 06″ est                  | « PA00092989 »                                    | Inscrit                                           | 1947                                              | Image manquante Téléverser                        |
| Église Saint-Martin                        | Bellenaves                   |                                                   | 46° 11′ 59″ nord, 3° 04′ 42″ est                  | « PA00092990 »                                    | Classé                                            | 1911                                              | Église Saint-Martin                               |
| Pavillon du golf                           | Bellerive-sur-Allier         | 5, allée Georges-Baugnies                         | 46° 07′ 34″ nord, 3° 24′ 38″ est                  | « PA03000069 »                                    | Inscrit                                           | 2022                                              | Image manquante Téléverser                        |
| Bâtiment du tir aux pigeons                | Bellerive-sur-Allier         | 14, rue Claude-Decloitre                          | 46° 07′ 00″ nord, 3° 25′ 24″ est                  | « PA03000070 »                                    | Inscrit                                           | 2022                                              | Image manquante Téléverser                        |
| Église Saint-Laurent                       | Bert                         |                                                   | 46° 19′ 30″ nord, 3° 42′ 29″ est                  | « PA00092991 »                                    | Inscrit                                           | 1926                                              | Église Saint-Laurent                              |
| Château de Chaugy                          | Bessay-sur-Allier            |                                                   | 46° 26′ 34″ nord, 3° 22′ 43″ est                  | « PA00092994 »                                    | Classé Inscrit                                    | 1986 2010                                         | Château de Chaugy                                 |
| Château du Moutier                         | Bessay-sur-Allier            |                                                   | 46° 28′ 22″ nord, 3° 20′ 49″ est                  | « PA00092992 »                                    | Inscrit                                           | 1971                                              | Image manquante Téléverser                        |
| Château de Paray                           | Bessay-sur-Allier            |                                                   | 46° 27′ 38″ nord, 3° 21′ 47″ est                  | « PA00092993 »                                    | Inscrit                                           | 1988                                              | Image manquante Téléverser                        |
| Église Saint-Martin                        | Bessay-sur-Allier            |                                                   | 46° 26′ 29″ nord, 3° 21′ 53″ est                  | « PA00092995 »                                    | Classé                                            | 1910                                              | Église Saint-Martin                               |
| Maison de Neuglize                         | Bessay-sur-Allier            | Neuglize                                          | 46° 27′ 26″ nord, 3° 23′ 22″ est                  | « PA00092996 »                                    | Classé                                            | 1988                                              | Maison de Neuglize                                |
| Château de Fourchaud                       | Besson                       |                                                   | 46° 27′ 12″ nord, 3° 15′ 21″ est                  | « PA00092997 »                                    | Inscrit Classé                                    | 1928 1932                                         | Château de Fourchaud                              |
| Château de Ris (Allier) (ou Ristz ou Ritz) | Besson                       |                                                   | 46° 28′ 18″ nord, 3° 15′ 18″ est                  | « PA00092998 »                                    | Inscrit                                           | 1928                                              | Château de Ris (Allier)(ou Ristz ou Ritz)         |
| Château de Rochefort                       | Besson                       |                                                   | 46° 28′ 11″ nord, 3° 15′ 16″ est                  | « PA00092999 »                                    | Inscrit                                           | 1928                                              | Château de Rochefort                              |
| Château du Vieux-Bost                      | Besson                       |                                                   | 46° 27′ 56″ nord, 3° 14′ 16″ est                  | « PA00093000 »                                    | Inscrit Classé                                    | 1928 1983                                         | Château du Vieux-Bost                             |
| Église Saint-Martin                        | Besson                       |                                                   | 46° 28′ 11″ nord, 3° 15′ 48″ est                  | « PA00093001 »                                    | Classé                                            | 1933                                              | Église Saint-Martin                               |
| Château de Billy                           | Billy                        |                                                   | 46° 14′ 12″ nord, 3° 25′ 43″ est                  | « PA00093002 »                                    | Classé Inscrit                                    | 1921 1929                                         | Château de Billy                                  |
| Maison à échauguette                       | Billy                        | Grande Rue                                        | 46° 14′ 13″ nord, 3° 25′ 47″ est                  | « PA00093004 »                                    | Inscrit                                           | 1929                                              | Maison à échauguette                              |
| Maison du Marchand                         | Billy                        | Rue Chabotin                                      | 46° 14′ 12″ nord, 3° 25′ 48″ est                  | « PA00093003 »                                    | Inscrit                                           | 1962                                              | Maison du Marchand                                |
| Porte de ville                             | Billy                        | Rue Chabotin                                      | 46° 14′ 12″ nord, 3° 25′ 49″ est                  | « PA00093005 »                                    | Inscrit                                           | 1929                                              | Porte de ville                                    |
| Borne milliaire                            | Biozat                       |                                                   | 46° 04′ 43″ nord, 3° 16′ 16″ est                  | « PA00093006 »                                    | Inscrit                                           | 1946                                              | Borne milliaire                                   |
| Château de Fontnoble                       | Biozat                       |                                                   | 46° 04′ 43″ nord, 3° 18′ 30″ est                  | « PA03000031 »                                    | Inscrit                                           | 2007                                              | Image manquante Téléverser                        |
| Église Saint-Symphorien                    | Biozat                       |                                                   | 46° 04′ 42″ nord, 3° 16′ 15″ est                  | « PA00093007 »                                    | Classé                                            | 1862                                              | Église Saint-Symphorien                           |
| Château de Grand-Champ                     | Bizeneuille                  |                                                   | 46° 24′ 58″ nord, 2° 44′ 50″ est                  | « PA03000001 »                                    | Inscrit                                           | 1997                                              | Image manquante Téléverser                        |
| Église Saint-Martin                        | Bizeneuille                  |                                                   | 46° 24′ 27″ nord, 2° 44′ 07″ est                  | « PA00093008 »                                    | Inscrit                                           | 1978                                              | Église Saint-Martin                               |
| Église Saint-Pierre                        | Bost                         |                                                   | 46° 10′ 42″ nord, 3° 31′ 01″ est                  | « PA00093009 »                                    | Inscrit                                           | 1933                                              | Église Saint-Pierre                               |
| Château de Bourbon-l'Archambault           | Bourbon-l'Archambault        |                                                   | 46° 35′ 12″ nord, 3° 03′ 30″ est                  | « PA00093011 »                                    | Classé                                            | 1961                                              | Château de Bourbon-l'Archambault                  |
| Château de Bourbon-l'Archambault           | Bourbon-l'Archambault        |                                                   | 46° 35′ 18″ nord, 3° 03′ 31″ est                  | « PA00093010 »                                    | Classé                                            | 1862                                              | Château de Bourbon-l'Archambault                  |
| Église Saint-Georges                       | Bourbon-l'Archambault        |                                                   | 46° 34′ 55″ nord, 3° 03′ 28″ est                  | « PA00093012 »                                    | Classé                                            | 1846                                              | Église Saint-Georges                              |
| Établissement thermal                      | Bourbon-l'Archambault        |                                                   | 46° 35′ 06″ nord, 3° 03′ 21″ est                  | « PA00093013 »                                    | Inscrit                                           | 1987                                              | Image manquante Téléverser                        |
| Hôtel Calemard                             | Bourbon-l'Archambault        | Grande Rue                                        | 46° 35′ 08″ nord, 3° 03′ 27″ est                  | « PA00093014 »                                    | Inscrit                                           | 1929                                              | Hôtel Calemard                                    |
| Logis du Roy                               | Bourbon-l'Archambault        |                                                   | 46° 35′ 06″ nord, 3° 03′ 25″ est                  | « PA00093015 »                                    | Classé                                            | 1938                                              | Image manquante Téléverser                        |
| Maison des chanoines                       | Bourbon-l'Archambault        | Rue de la Sainte-Chapelle                         | 46° 35′ 16″ nord, 3° 03′ 29″ est                  | « PA00093017 »                                    | Inscrit                                           | 1929                                              | Maison des chanoines                              |
| Maison, en face des anciens thermes        | Bourbon-l'Archambault        |                                                   | 46° 35′ 07″ nord, 3° 03′ 26″ est                  | « PA00093016 »                                    | Inscrit                                           | 1929                                              | Image manquante Téléverser                        |
| Maladrerie Saint-Lazare                    | Bourbon-l'Archambault        | Saint-Lazare                                      | 46° 34′ 45″ nord, 3° 04′ 15″ est                  | « PA03000027 »                                    | Inscrit                                           | 2006                                              | Image manquante Téléverser                        |
| Vieux moulin                               | Bourbon-l'Archambault        |                                                   | 46° 35′ 14″ nord, 3° 03′ 25″ est                  | « PA00093018 »                                    | Inscrit                                           | 1929                                              | Vieux moulin                                      |
| Église Saint-Antoine                       | Braize                       |                                                   | 46° 39′ 35″ nord, 2° 39′ 17″ est                  | « PA00093019 »                                    | Inscrit                                           | 1933                                              | Église Saint-Antoine                              |
| Église Saint-Georges                       | Bransat                      |                                                   | 46° 19′ 11″ nord, 3° 13′ 42″ est                  | « PA00093020 »                                    | Classé                                            | 1967                                              | Église Saint-Georges                              |
| Pont sur le Gaduet                         | Bransat                      | C.D. 280                                          | 46° 19′ 19″ nord, 3° 13′ 45″ est                  | « PA00093021 »                                    | Inscrit                                           | 1971                                              | Pont sur le Gaduet                                |
| Château des Écossays                       | Bresnay                      | Les Écossais                                      | 46° 27′ 03″ nord, 3° 14′ 23″ est                  | « PA00093022 »                                    | Inscrit                                           | 2001                                              | Château des Écossays                              |
| Église Saint-Pierre                        | Brethon (Le)                 |                                                   | 46° 34′ 12″ nord, 2° 43′ 04″ est                  | « PA00093023 »                                    | Inscrit                                           | 2010                                              | Image manquante Téléverser                        |
| Prieuré de la Bouteille                    | Brethon (Le)                 |                                                   | 46° 34′ 21″ nord, 2° 41′ 20″ est                  | « PA00093024 »                                    | Inscrit                                           | 1929                                              | Prieuré de la Bouteille                           |
| Église Notre-Dame-et-Saint-Blaise          | Le Breuil                    |                                                   | 46° 11′ 01″ nord, 3° 39′ 35″ est                  | « PA00093025 »                                    | Inscrit                                           | 1927                                              | Image manquante Téléverser                        |
| Château de Lafont                          | Broût-Vernet                 |                                                   | 46° 11′ 48″ nord, 3° 19′ 51″ est                  | « PA00093390 »                                    | Inscrit                                           | 1990                                              | Image manquante Téléverser                        |
| Église Saint-Mazeran                       | Broût-Vernet                 |                                                   | 46° 11′ 13″ nord, 3° 16′ 26″ est                  | « PA00093026 »                                    | Inscrit                                           | 1933                                              | Église Saint-Mazeran                              |
| Prieuré d'Aubeterre                        | Broût-Vernet                 |                                                   | 46° 12′ 41″ nord, 3° 16′ 22″ est                  | « PA00093027 »                                    | Classé                                            | 1977                                              | Prieuré d'Aubeterre                               |
| Villa des Morelles                         | Broût-Vernet                 |                                                   | 46° 11′ 58″ nord, 3° 16′ 02″ est                  | « PA00093391 »                                    | Inscrit                                           | 1990                                              | Image manquante Téléverser                        |
| Château de Brugheas                        | Brugheas                     |                                                   | 46° 04′ 38″ nord, 3° 21′ 58″ est                  | « PA00093028 »                                    | Inscrit                                           | 1978                                              | Image manquante Téléverser                        |
| Château de Busset                          | Busset                       |                                                   | 46° 03′ 47″ nord, 3° 30′ 36″ est                  | « PA00093029 »                                    | Classé Inscrit                                    | 1981 1990 1993                                    | Château de Busset                                 |
| Château de la Condemine                    | Buxières-les-Mines           |                                                   | 46° 28′ 31″ nord, 2° 58′ 12″ est                  | « PA00093031 »                                    | Inscrit                                           | 1928                                              | Image manquante Téléverser                        |
| Église Saint-Maurice                       | Buxières-les-Mines           |                                                   | 46° 28′ 03″ nord, 2° 57′ 46″ est                  | « PA00093030 »                                    | Classé                                            | 1886                                              | Église Saint-Maurice                              |
| Église Saint-Patrocle                      | La Celle                     |                                                   | 46° 13′ 42″ nord, 2° 47′ 07″ est                  | « PA00093032 »                                    | Inscrit Classé                                    | 1930 1932                                         | Église Saint-Patrocle                             |
| Église Saint-Martin                        | Cérilly                      |                                                   | 46° 37′ 08″ nord, 2° 49′ 17″ est                  | « PA00093033 »                                    | Classé Inscrit                                    | 1913 1933                                         | Église Saint-Martin                               |
| Donjon de Chenillat                        | Cesset                       |                                                   | 46° 18′ 06″ nord, 3° 11′ 26″ est                  | « PA00093034 »                                    | Inscrit                                           | 1947                                              | Donjon de Chenillat                               |
| Abbaye Saint-Vincent                       | Chantelle                    |                                                   | 46° 14′ 32″ nord, 3° 09′ 07″ est                  | « PA00093035 »                                    | Classé                                            | 1862                                              | Abbaye Saint-Vincent                              |
| Pont romain                                | Chantelle                    |                                                   | 46° 14′ 54″ nord, 3° 10′ 56″ est                  | « PA00093036 »                                    | Inscrit                                           | 1928                                              | Pont romain                                       |
| Château des Chevennes                      | Chapeau                      |                                                   | 46° 30′ 26″ nord, 3° 32′ 53″ est                  | « PA03000034 »                                    | Inscrit                                           | 2008                                              | Image manquante Téléverser                        |
| Château de la Cour-en-Chapeau              | Chapeau                      |                                                   | 46° 29′ 17″ nord, 3° 30′ 56″ est                  | « PA00093037 »                                    | Classé                                            | 1972                                              | Château de la Cour-en-Chapeau                     |
| Église Saint-Nicolas                       | Chapelaude (La)              |                                                   | 46° 25′ 19″ nord, 2° 30′ 10″ est                  | « PA00093038 »                                    | Classé                                            | 1981                                              | Église Saint-Nicolas                              |
| Château du Grand Coudray                   | Chappes                      |                                                   | 46° 22′ 37″ nord, 2° 58′ 33″ est                  | « PA00093039 »                                    | Inscrit                                           | 2010                                              | Château du Grand Coudray                          |
| Château de la Roche                        | Chappes                      |                                                   | 46° 22′ 09″ nord, 2° 54′ 35″ est                  | « PA03000019 »                                    | Inscrit                                           | 2003                                              | Image manquante Téléverser                        |
| Croix de carrefour                         | Chappes                      | La Croix-Sainte-Anne                              | 46° 23′ 20″ nord, 2° 56′ 18″ est                  | « PA00093040 »                                    | Classé                                            | 1902                                              | Image manquante Téléverser                        |
| Église Sainte-Anne                         | Chappes                      |                                                   | 46° 23′ 18″ nord, 2° 55′ 35″ est                  | « PA00093041 »                                    | Classé                                            | 1979                                              | Église Sainte-Anne                                |
| Château d'Artangues                        | Chareil-Cintrat              |                                                   | 46° 16′ 15″ nord, 3° 13′ 27″ est                  | « PA00093042 »                                    | Inscrit                                           | 1978                                              | Château d'Artangues                               |
| Château de Blanzat                         | Chareil-Cintrat              |                                                   | 46° 15′ 26″ nord, 3° 12′ 26″ est                  | « PA03000022 »                                    | Inscrit                                           | 2004                                              | Château de Blanzat                                |
| Château de Chareil-Cintrat                 | Chareil-Cintrat              |                                                   | 46° 15′ 56″ nord, 3° 13′ 28″ est                  | « PA00093043 »                                    | Classé                                            | 1958                                              | Château de Chareil-Cintrat                        |
| Église Saint-Blaise                        | Chareil-Cintrat              |                                                   | 46° 16′ 04″ nord, 3° 13′ 09″ est                  | « PA00093044 »                                    | Classé                                            | 1981                                              | Église Saint-Blaise                               |
| Abbaye                                     | Charmes                      | Pont-Ratier                                       | 46° 05′ 58″ nord, 3° 14′ 49″ est                  | « PA00093045 »                                    | Inscrit                                           | 2001                                              | Image manquante Téléverser                        |
| Église Saint-Jean-Baptiste                 | Charroux                     |                                                   | 46° 11′ 06″ nord, 3° 09′ 42″ est                  | « PA00093046 »                                    | Classé                                            | 1912                                              | Église Saint-Jean-Baptiste                        |
| Porte d'Occident                           | Charroux                     |                                                   | 46° 11′ 05″ nord, 3° 09′ 39″ est                  | « PA00093047 »                                    | Inscrit                                           | 1929                                              | Porte d'Occident                                  |
| Porte d'Orient                             | Charroux                     |                                                   | 46° 11′ 11″ nord, 3° 09′ 41″ est                  | « PA00093048 »                                    | Inscrit                                           | 1929                                              | Porte d'Orient                                    |
| Église Saint-Georges                       | Chassenard                   |                                                   | 46° 26′ 22″ nord, 3° 58′ 45″ est                  | « PA03000012 »                                    | Inscrit Classé                                    | 2001                                              | Église Saint-Georges                              |
| Château de Saint-Augustin                  | Château-sur-Allier           |                                                   | 46° 46′ 29″ nord, 2° 59′ 02″ est                  | « PA00093049 »                                    | Classé Inscrit                                    | 1969 2006                                         | Image manquante Téléverser                        |
| Église Notre-Dame                          | Châtel-Montagne              |                                                   | 46° 06′ 50″ nord, 3° 41′ 01″ est                  | « PA00093052 »                                    | Classé                                            | 1840                                              | Église Notre-Dame                                 |
| Église Saint-Laurent                       | Châtel-de-Neuvre             |                                                   | 46° 24′ 11″ nord, 3° 18′ 42″ est                  | « PA00093050 »                                    | Classé                                            | 1927                                              | Église Saint-Laurent                              |
| Tour d'Aigrepont                           | Châtel-de-Neuvre             |                                                   | 46° 24′ 41″ nord, 3° 18′ 09″ est                  | « PA00093051 »                                    | Inscrit                                           | 1927                                              | Image manquante Téléverser                        |
| Château de Châtelperron                    | Châtelperron                 |                                                   | 46° 24′ 00″ nord, 3° 38′ 12″ est                  | « PA00093053 »                                    | Inscrit                                           | 1929                                              | Château de Châtelperron                           |
| Église Saint-Pierre                        | Châtelperron                 |                                                   | 46° 24′ 01″ nord, 3° 38′ 13″ est                  | « PA00093054 »                                    | Classé Inscrit                                    | 1933 1986                                         | Église Saint-Pierre                               |
| Grotte des Fées                            | Châtelperron                 | La Grotte des Fées                                | 46° 24′ 42″ nord, 3° 38′ 19″ est                  | « PA00093055 »                                    | Classé                                            | 1949                                              | Grotte des Fées                                   |
| Église Saint-Martin                        | Chavenon                     |                                                   | 46° 24′ 51″ nord, 2° 56′ 46″ est                  | « PA00093056 »                                    | Inscrit                                           | 1933                                              | Église Saint-Martin                               |
| Château de Chavroches                      | Chavroches                   |                                                   | 46° 21′ 16″ nord, 3° 35′ 16″ est                  | « PA00093057 »                                    | Inscrit                                           | 1929                                              | Château de Chavroches                             |
| Église Saint-Denis                         | Chazemais                    |                                                   | 46° 28′ 58″ nord, 2° 31′ 35″ est                  | « PA00093058 »                                    | Inscrit                                           | 1952                                              | Église Saint-Denis                                |
| Château des Girodeaux                      | Chemilly                     |                                                   | 46° 30′ 29″ nord, 3° 19′ 30″ est                  | « PA03000015 »                                    | Inscrit                                           | 2002                                              | Château des Girodeaux                             |
| Église Saint-Denis                         | Chemilly                     |                                                   | 46° 29′ 20″ nord, 3° 18′ 58″ est                  | « PA00093059 »                                    | Classé                                            | 1910                                              | Église Saint-Denis                                |
| Château de la Boube                        | Chevagnes                    |                                                   | 46° 37′ 31″ nord, 3° 33′ 38″ est                  | « PA00093060 »                                    | Inscrit                                           | 1988                                              | Image manquante Téléverser                        |
| La Grosse Maison                           | Chevagnes                    |                                                   | 46° 36′ 42″ nord, 3° 33′ 01″ est                  | « PA00093061 »                                    | Inscrit                                           | 2015                                              | Image manquante Téléverser                        |
| Château de Banassat                        | Chirat-l'Église              |                                                   | 46° 14′ 53″ nord, 3° 03′ 43″ est                  | « PA00093062 »                                    | Inscrit                                           | 1980                                              | Image manquante Téléverser                        |
| Château de Puyfol                          | Cindré                       |                                                   | 46° 18′ 25″ nord, 3° 33′ 35″ est                  | « PA00093063 »                                    | Classé                                            | 1925                                              | Château de Puyfol                                 |
| Château de Rilhat                          | Cognat-Lyonne                |                                                   | 46° 06′ 22″ nord, 3° 20′ 12″ est                  | « PA00093392 »                                    | Inscrit                                           | 1990                                              | Château de Rilhat                                 |
| Église Sainte-Radegonde                    | Cognat-Lyonne                |                                                   | 46° 06′ 20″ nord, 3° 17′ 54″ est                  | « PA00093064 »                                    | Classé                                            | 1862                                              | Église Sainte-Radegonde                           |
| Croix de chemin de Commentry               | Colombier                    | À l'intérieur de l'église Saint-Patrocle          | 46° 16′ 26″ nord, 2° 47′ 39″ est                  | « PA00093065 »                                    | Classé                                            | 1929                                              | Image manquante Téléverser                        |
| Croix de chemin de Lapeyrouse              | Colombier                    | Route de Lapeyrouse                               | 46° 16′ 18″ nord, 2° 47′ 39″ est                  | « PA00093066 »                                    | Inscrit                                           | 1931                                              | Image manquante Téléverser                        |
| Église Saint-Patrocle                      | Colombier                    |                                                   | 46° 16′ 26″ nord, 2° 47′ 40″ est                  | « PA00093069 »                                    | Classé                                            | 1928                                              | Église Saint-Patrocle                             |
| Prieuré de Colombier                       | Colombier                    |                                                   | 46° 16′ 26″ nord, 2° 47′ 40″ est                  | « PA00093067 »                                    | Inscrit                                           | 1943                                              | Image manquante Téléverser                        |
| Monument aux morts de Commentry            | Commentry                    |                                                   | 46° 17′ 11″ nord, 2° 44′ 41″ est                  | « PA03000053 »                                    | Inscrit                                           | 2019                                              | Monument aux morts de Commentry                   |
| Église Saint-Martial                       | Contigny                     |                                                   | 46° 21′ 08″ nord, 3° 18′ 14″ est                  | « PA00093068 »                                    | Inscrit                                           | 1927                                              | Église Saint-Martial                              |
| Église Saint-Martin                        | Coulandon                    |                                                   | 46° 33′ 01″ nord, 3° 15′ 23″ est                  | « PA00093070 »                                    | Classé                                            | 1913                                              | Église Saint-Martin                               |
| Château de la Presle                       | Coulandon                    |                                                   | à géolocaliser                                    | « PA03000059 »                                    | Inscrit                                           | 2021                                              | Image manquante Téléverser                        |
| Atelier de poterie antique                 | Coulanges                    | Les Lattes Mortillon La Grange-Vilaine            | 46° 28′ 38″ nord, 3° 53′ 27″ est                  | « PA00093072 »                                    | Classé                                            | 1974                                              | Image manquante Téléverser                        |
| Château de Mortillon                       | Coulanges                    |                                                   | 46° 28′ 35″ nord, 3° 53′ 27″ est                  | « PA00093071 »                                    | Inscrit                                           | 2010                                              | Image manquante Téléverser                        |
| Église Saint-Julien                        | Couleuvre                    |                                                   | 46° 40′ 19″ nord, 2° 54′ 26″ est                  | « PA00093073 »                                    | Classé                                            | 1915                                              | Église Saint-Julien                               |
| Maison de Charles IX                       | Couleuvre                    |                                                   | 46° 40′ 20″ nord, 2° 54′ 27″ est                  | « PA00093410 »                                    | Inscrit                                           | 1991                                              | Maison de Charles IX                              |
| Viaduc du Bellon                           | Coutansouze                  |                                                   | 46° 13′ 18″ nord, 3° 00′ 03″ est                  | « PA03000035 »                                    | Inscrit                                           | 2009                                              | Viaduc du Bellon                                  |
| Château des Bordes                         | Couzon                       |                                                   | 46° 40′ 03″ nord, 3° 07′ 30″ est                  | « PA00093074 »                                    | Inscrit                                           | 1929                                              | Image manquante Téléverser                        |
| Pont Boutiron                              | Creuzier-le-Vieux / Charmeil | RD 27                                             | 46° 09′ 14″ nord, 3° 24′ 36″ est                  | « PA03000066 »                                    | Inscrit                                           | 2021                                              | Pont Boutiron                                     |
| Église Saint-Saturnin                      | Cusset                       | Place Radoult de Lafosse                          | 46° 07′ 55″ nord, 3° 27′ 26″ est                  | « PA03000049 »                                    | Inscrit                                           | 2013                                              | Église Saint-Saturnin                             |
| Fortifications                             | Cusset                       | Place de la République Cours Saturnin-Arloing     | 46° 07′ 58″ nord, 3° 27′ 12″ est                  | « PA00093079 »                                    | Inscrit                                           | 1996                                              | Fortifications                                    |
| Maison à pans de bois                      | Cusset                       | Rue de la Constitution Rue Saturnin-Arloing       | 46° 07′ 59″ nord, 3° 27′ 26″ est                  | « PA00093076 »                                    | Inscrit                                           | 1929                                              | Maison à pans de bois                             |
| Maison de l'ancienne rue de la Goutte      | Cusset                       | Rue Saturnin Arloing                              | 46° 07′ 58″ nord, 3° 27′ 25″ est                  | « PA00093077 »                                    | Inscrit                                           | 1929                                              | Maison de l'ancienne rue de la Goutte             |
| Maison                                     | Cusset                       | 11 Place Victor Hugo                              | 46° 07′ 57″ nord, 3° 27′ 22″ est                  | « PA00093078 »                                    | Classé                                            | 1928                                              | Maison                                            |
| Maison de Louis XI                         | Cusset                       | Place Victor-Hugo Boulevard de l'Hôtel-de-Ville   | 46° 07′ 56″ nord, 3° 27′ 21″ est                  | « PA00093075 »                                    | Classé                                            | 1928                                              | Maison de Louis XI                                |
| Maison Seive                               | Cusset                       | 16 avenue Roux                                    | 46° 08′ 17″ nord, 3° 26′ 47″ est                  | « PA03000025 »                                    | Inscrit                                           | 2005                                              | Image manquante Téléverser                        |
| Église Saint-Martial                       | Deneuille-les-Mines          |                                                   | 46° 22′ 44″ nord, 2° 46′ 55″ est                  | « PA00093081 »                                    | Inscrit                                           | 1960                                              | Église Saint-Martial                              |
| Église Saint-Denis                         | Deux-Chaises                 |                                                   | 46° 22′ 48″ nord, 3° 02′ 22″ est                  | « PA00093082 »                                    | Classé                                            | 1943                                              | Église Saint-Denis                                |
| Château de Vignoux                         | Domérat                      |                                                   | 46° 21′ 34″ nord, 2° 30′ 57″ est                  | « PA00093083 »                                    | Inscrit                                           | 1980                                              | Image manquante Téléverser                        |
| Église Notre-Dame                          | Domérat                      |                                                   | 46° 21′ 37″ nord, 2° 32′ 06″ est                  | « PA00093084 »                                    | Classé                                            | 1910                                              | Église Notre-Dame                                 |
| Château de Chambonnet                      | Dompierre-sur-Besbre         |                                                   | 46° 29′ 46″ nord, 3° 40′ 40″ est                  | « PA03000011 »                                    | Inscrit                                           | 2001                                              | Image manquante Téléverser                        |
| Maison de la Tour                          | Dompierre-sur-Besbre         | Route de Moulins                                  | 46° 31′ 47″ nord, 3° 40′ 07″ est                  | « PA00093385 »                                    | Inscrit                                           | 1990                                              | Image manquante Téléverser                        |
| Château de Contresol                       | Donjon (Le)                  |                                                   | 46° 21′ 31″ nord, 3° 49′ 32″ est                  | « PA03000026 »                                    | Inscrit Classé                                    | 2005 2006                                         | Image manquante Téléverser                        |
| Château d'Ancinet                          | Doyet                        |                                                   | 46° 19′ 08″ nord, 2° 46′ 10″ est                  | « PA00093085 »                                    | Inscrit                                           | 1983                                              | Château d'Ancinet                                 |
| Château de Bord-Peschin                    | Doyet                        |                                                   | 46° 20′ 09″ nord, 2° 45′ 37″ est                  | « PA00093086 »                                    | Inscrit                                           | 1986                                              | Château de Bord-Peschin                           |
| Château de la Souche                       | Doyet                        |                                                   | 46° 20′ 33″ nord, 2° 49′ 32″ est                  | « PA00093087 »                                    | Inscrit                                           | 1991                                              | Château de la Souche                              |
| Église Saint-Nicolas                       | Droiturier                   |                                                   | 46° 13′ 49″ nord, 3° 43′ 08″ est                  | « PA00093088 »                                    | Inscrit                                           | 1935                                              | Église Saint-Nicolas                              |
| Pont romain                                | Droiturier                   | Maison Neuve Chemin de Sans Chagrin               | 46° 14′ 30″ nord, 3° 42′ 00″ est                  | « PA00093089 »                                    | Inscrit                                           | 1984                                              | Pont romain                                       |
| Pont de la vallée                          | Droiturier                   |                                                   | 46° 14′ 08″ nord, 3° 41′ 48″ est                  | « PA00093090 »                                    | Inscrit                                           | 1978                                              | Pont de la vallée                                 |
| Abbaye Saint-Léger                         | Ébreuil                      |                                                   | 46° 06′ 54″ nord, 3° 05′ 20″ est                  | « PA03000038 »                                    | Inscrit                                           | 2010                                              | Abbaye Saint-Léger                                |
| Château du Châtelard                       | Ébreuil                      |                                                   | 46° 07′ 44″ nord, 3° 02′ 38″ est                  | « PA00093091 »                                    | Inscrit                                           | 1982                                              | Château du Châtelard                              |
| Église Saint-Léger                         | Ébreuil                      |                                                   | 46° 06′ 53″ nord, 3° 05′ 18″ est                  | « PA00093092 »                                    | Classé                                            | 1914                                              | Église Saint-Léger                                |
| Halles                                     | Ébreuil                      | Place de l'Église                                 | 46° 06′ 53″ nord, 3° 05′ 15″ est                  | « PA00093093 »                                    | Inscrit                                           | 1971                                              | Halles                                            |
| Hôpital des Charitains                     | Ébreuil                      |                                                   | 46° 06′ 52″ nord, 3° 05′ 17″ est                  | « PA03000037 »                                    | Inscrit                                           | 2009                                              | Image manquante Téléverser                        |
| Maison à échauguette                       | Ébreuil                      | Rue du Vieux-Pont                                 | 46° 06′ 51″ nord, 3° 05′ 13″ est                  | « PA00093094 »                                    | Inscrit                                           | 1971                                              | Maison à échauguette                              |
| Château de Beauvoir                        | Échassières                  |                                                   | 46° 10′ 57″ nord, 2° 56′ 25″ est                  | « PA00093095 »                                    | Inscrit                                           | 1929                                              | Château de Beauvoir                               |
| Viaduc de la Bouble                        | Échassières                  |                                                   | 46° 13′ 27″ nord, 2° 56′ 49″ est                  | « PA03000036 »                                    | Inscrit                                           | 2009                                              | Viaduc de la Bouble                               |
| Château d'Escurolles                       | Escurolles                   |                                                   | 46° 08′ 32″ nord, 3° 15′ 51″ est                  | « PA00093096 »                                    | Inscrit                                           | 1980                                              | Image manquante Téléverser                        |
| Château des Granges                        | Escurolles                   |                                                   | 46° 07′ 46″ nord, 3° 16′ 41″ est                  | « PA00093097 »                                    | Inscrit                                           | 1983                                              | Image manquante Téléverser                        |
| Église Saint-Cyr-et-Sainte-Julitte         | Escurolles                   |                                                   | 46° 08′ 34″ nord, 3° 15′ 51″ est                  | « PA00093098 »                                    | Inscrit                                           | 1927                                              | Église Saint-Cyr-et-Sainte-Julitte                |
| Château de Puy-Vozelle                     | Espinasse-Vozelle            |                                                   | 46° 06′ 57″ nord, 3° 20′ 20″ est                  | « PA00093393 »                                    | Inscrit                                           | 1990                                              | Image manquante Téléverser                        |
| Château du Cluzeau                         | Estivareilles                |                                                   | 46° 25′ 49″ nord, 2° 37′ 39″ est                  | « PA03000039 »                                    | Inscrit                                           | 2009                                              | Château du Cluzeau                                |
| Lanterne des morts                         | Estivareilles                |                                                   | 46° 25′ 29″ nord, 2° 37′ 03″ est                  | « PA00093099 »                                    | Classé                                            | 1928                                              | Lanterne des morts                                |
| Château de Douzon                          | Étroussat                    |                                                   | 46° 14′ 22″ nord, 3° 13′ 48″ est                  | « PA00093100 »                                    | Classé                                            | 1973                                              | Château de Douzon                                 |
| Château de Chappes                         | Ferrières-sur-Sichon         |                                                   | 46° 01′ 30″ nord, 3° 38′ 42″ est                  | « PA00093421 »                                    | Inscrit                                           | 1992                                              | Château de Chappes                                |
| Château de Ferrières                       | Ferrières-sur-Sichon         |                                                   | 46° 01′ 30″ nord, 3° 38′ 42″ est                  | « PA00093101 »                                    | Inscrit                                           | 1982                                              | Château de Ferrières                              |
| Château de Montgilbert                     | Ferrières-sur-Sichon         |                                                   | 46° 02′ 19″ nord, 3° 37′ 25″ est                  | « PA00093102 »                                    | Inscrit                                           | 1930                                              | Château de Montgilbert                            |
| Château des Echerolles                     | Ferté-Hauterive (La)         |                                                   | 46° 22′ 21″ nord, 3° 19′ 49″ est                  | « PA03000020 »                                    | Inscrit                                           | 2003                                              | Château des Echerolles                            |
| Prieuré-Donjon de La Ferté-Hauterive       | Ferté-Hauterive (La)         |                                                   | 46° 23′ 56″ nord, 3° 20′ 12″ est                  | « PA00093103 »                                    | Inscrit                                           | 1986                                              | Prieuré-Donjon de La Ferté-Hauterive              |
| Église Notre-Dame                          | Fleuriel                     |                                                   | 46° 16′ 55″ nord, 3° 10′ 39″ est                  | « PA00093104 »                                    | Classé                                            | 1954                                              | Église Notre-Dame                                 |
| Villa de la Tronçais                       | Fleuriel                     |                                                   | 46° 17′ 21″ nord, 3° 09′ 45″ est                  | « PA03000050 »                                    | Inscrit                                           | 2016                                              | Image manquante Téléverser                        |
| Église Saint-Étienne                       | Franchesse                   |                                                   | 46° 38′ 13″ nord, 3° 02′ 15″ est                  | « PA00093105 »                                    | Classé                                            | 1886                                              | Église Saint-Étienne                              |
| Château de Gannat                          | Gannat                       |                                                   | 46° 06′ 06″ nord, 3° 11′ 47″ est                  | « PA00093106 »                                    | Inscrit                                           | 1926                                              | Château de Gannat                                 |
| Église Sainte-Croix                        | Gannat                       |                                                   | 46° 06′ 01″ nord, 3° 11′ 56″ est                  | « PA00093107 »                                    | Classé                                            | 1910                                              | Église Sainte-Croix                               |
| Église Saint-Étienne                       | Gannat                       |                                                   | 46° 06′ 11″ nord, 3° 11′ 23″ est                  | « PA00093108 »                                    | Classé                                            | 1944                                              | Église Saint-Étienne                              |
| Église Saint-James                         | Gannat                       |                                                   | 46° 05′ 44″ nord, 3° 11′ 55″ est                  | « PA03000045 »                                    | Inscrit                                           | 2011                                              | Image manquante Téléverser                        |
| Maison des Bardets                         | Gannay-sur-Loire             |                                                   | 46° 43′ 22″ nord, 3° 36′ 12″ est                  | « PA00093109 »                                    | Inscrit                                           | 1983                                              | Image manquante Téléverser                        |
| Motte castrale des Maitres-Jean            | Gannay-sur-Loire             |                                                   | 46° 42′ 51″ nord, 3° 36′ 46″ est                  | « PA00135201 »                                    | Inscrit                                           | 1995                                              | Image manquante Téléverser                        |
| Château de Panessière                      | Gennetines                   |                                                   | 46° 38′ 06″ nord, 3° 27′ 18″ est                  | « PA00093110 »                                    | Inscrit                                           | 1979                                              | Image manquante Téléverser                        |
| Église Saint-Pierre                        | Gipcy                        |                                                   | 46° 30′ 10″ nord, 3° 03′ 21″ est                  | « PA00093111 »                                    | Classé                                            | 1968                                              | Église Saint-Pierre                               |
| Prieuré de Grosbois                        | Gipcy                        |                                                   | 46° 31′ 50″ nord, 3° 02′ 24″ est                  | « PA00093112 »                                    | Inscrit                                           | 1929                                              | Image manquante Téléverser                        |
| Château de Chouvigny                       | Givarlais                    |                                                   | 46° 26′ 19″ nord, 2° 38′ 40″ est                  | « PA00093394 »                                    | Inscrit                                           | 1990                                              | Image manquante Téléverser                        |
| Chapelle Saint-Étienne                     | Hérisson                     |                                                   | 46° 30′ 43″ nord, 2° 42′ 08″ est                  | « PA00093113 »                                    | Classé                                            | 1986                                              | Image manquante Téléverser                        |
| Château d'Hérisson                         | Hérisson                     |                                                   | 46° 30′ 33″ nord, 2° 42′ 47″ est                  | « PA00093114 »                                    | Classé                                            | 1986                                              | Château d'Hérisson                                |
| Château de la Roche-Othon                  | Hérisson                     |                                                   | 46° 31′ 51″ nord, 2° 40′ 21″ est                  | « PA00093115 »                                    | Inscrit                                           | 2010                                              | Image manquante Téléverser                        |
| Église Saint-Pierre de Châteloy            | Hérisson                     |                                                   | 46° 31′ 10″ nord, 2° 41′ 58″ est                  | « PA00093116 »                                    | Classé                                            | 1909                                              | Église Saint-Pierre de Châteloy                   |
| Église Saint-Sauveur                       | Hérisson                     |                                                   | 46° 30′ 35″ nord, 2° 42′ 42″ est                  | « PA00093117 »                                    | Inscrit                                           | 1927                                              | Église Saint-Sauveur                              |
| Hôtel Mousse                               | Hérisson                     | Maison Civray Rue Gambetta Rue Nicolay            | 46° 30′ 34″ nord, 2° 42′ 43″ est                  | « PA00093118 »                                    | Inscrit                                           | 1995                                              | Image manquante Téléverser                        |
| Maison La Synagogue                        | Hérisson                     | 3, rue de l'Abbé-Aury                             | 46° 30′ 29″ nord, 2° 42′ 41″ est                  | « PA03000061 »                                    | Inscrit                                           | 2021                                              | Image manquante Téléverser                        |
| Pigeonnier de Crochepot                    | Hérisson                     |                                                   | 46° 30′ 39″ nord, 2° 42′ 22″ est                  | « PA00093119 »                                    | Inscrit                                           | 1985                                              | Image manquante Téléverser                        |
| Porte de la Rivière                        | Hérisson                     |                                                   | 46° 30′ 29″ nord, 2° 42′ 45″ est                  | « PA00093120 »                                    | Inscrit                                           | 1928                                              | Porte de la Rivière                               |
| Porte de Varenne                           | Hérisson                     |                                                   | 46° 30′ 31″ nord, 2° 42′ 38″ est                  | « PA00093121 »                                    | Inscrit                                           | 1928                                              | Porte de Varenne                                  |
| Donjon de La Toque                         | Huriel                       |                                                   | 46° 22′ 23″ nord, 2° 28′ 23″ est                  | « PA00093122 »                                    | Classé                                            | 1886                                              | Donjon de La Toque                                |
| Église Notre-Dame                          | Huriel                       |                                                   | 46° 22′ 32″ nord, 2° 28′ 30″ est                  | « PA00093123 »                                    | Classé                                            | 1862                                              | Église Notre-Dame                                 |
| Église Saint-Martin                        | Hyds                         |                                                   | 46° 17′ 03″ nord, 2° 49′ 48″ est                  | « PA00093124 »                                    | Inscrit                                           | 1969                                              | Église Saint-Martin                               |
| Château de Jaligny-sur-Besbre              | Jaligny-sur-Besbre           |                                                   | 46° 22′ 43″ nord, 3° 35′ 29″ est                  | « PA00093125 »                                    | Inscrit                                           | 1972                                              | Château de Jaligny-sur-Besbre                     |
| Château du Lonzat                          | Jaligny-sur-Besbre           |                                                   | 46° 22′ 04″ nord, 3° 36′ 45″ est                  | « PA03000002 »                                    | Inscrit                                           | 1997                                              | Image manquante Téléverser                        |
| Château de Jenzat                          | Jenzat                       |                                                   | 46° 09′ 50″ nord, 3° 11′ 40″ est                  | « PA00093126 »                                    | Classé                                            | 1995                                              | Château de Jenzat                                 |
| Église Saint-Martin                        | Jenzat                       |                                                   | 46° 09′ 51″ nord, 3° 11′ 35″ est                  | « PA00093127 »                                    | Classé                                            | 1923                                              | Église Saint-Martin                               |
| Presbytère de Jenzat                       | Jenzat                       |                                                   | 46° 09′ 52″ nord, 3° 11′ 34″ est                  | « PA00093128 »                                    | Inscrit                                           | 1972                                              | Image manquante Téléverser                        |
| Chapelle de Reugny                         | Laféline                     |                                                   | 46° 19′ 03″ nord, 3° 10′ 32″ est                  | « PA00132791 »                                    | Inscrit                                           | 1994                                              | Chapelle de Reugny                                |
| Château du Bouchat                         | Laféline                     |                                                   | 46° 22′ 05″ nord, 3° 10′ 11″ est                  | « PA00093129 »                                    | Inscrit                                           | 1965                                              | Château du Bouchat                                |
| Église Saint-Martin                        | Laféline                     |                                                   | 46° 20′ 57″ nord, 3° 10′ 04″ est                  | « PA00093130 »                                    | Classé                                            | 1963                                              | Église Saint-Martin                               |
| Église Saint-Jean-Baptiste                 | Lamaids                      |                                                   | 46° 18′ 11″ nord, 2° 25′ 54″ est                  | « PA00132753 »                                    | Inscrit                                           | 1994                                              | Église Saint-Jean-Baptiste                        |
| Église Saint-Sulpice                       | Langy                        |                                                   | 46° 16′ 02″ nord, 3° 28′ 14″ est                  | « PA00093131 »                                    | Inscrit                                           | 1926                                              | Église Saint-Sulpice                              |
| Château de La Palice                       | Lapalisse                    |                                                   | 46° 14′ 55″ nord, 3° 38′ 18″ est                  | « PA00093132 »                                    | Inscrit Classé                                    | 1998 1999                                         | Château de La Palice                              |
| Hostellerie du Puits de l'Image            | Lapalisse                    | Rue de la Liberté                                 | 46° 14′ 57″ nord, 3° 38′ 17″ est                  | « PA00093133 »                                    | Inscrit                                           | 1932                                              | Image manquante Téléverser                        |
| Château de Bisseret                        | Lavault-Sainte-Anne          |                                                   | 46° 18′ 54″ nord, 2° 36′ 56″ est                  | « PA00093134 »                                    | Inscrit                                           | 2015                                              | Château de Bisseret                               |
| Église Sainte-Anne                         | Lavault-Sainte-Anne          |                                                   | 46° 18′ 35″ nord, 2° 36′ 00″ est                  | « PA00093135 »                                    | Inscrit                                           | 1973                                              | Église Sainte-Anne                                |
| Hôpital de la Charité                      | Lavault-Sainte-Anne          |                                                   | 46° 18′ 56″ nord, 2° 35′ 30″ est                  | « PA03000028 »                                    | Inscrit                                           | 2006                                              | Hôpital de la Charité                             |
| Château de la Forêt de Viry                | Liernolles                   |                                                   | 46° 24′ 33″ nord, 3° 48′ 32″ est                  | « PA00093136 »                                    | Inscrit                                           | 1956                                              | Image manquante Téléverser                        |
| Église Saint-Pierre                        | Loddes                       |                                                   | 46° 17′ 17″ nord, 3° 45′ 56″ est                  | « PA03000023 »                                    | Inscrit                                           | 2004                                              | Église Saint-Pierre                               |
| Château de Montfand                        | Louchy-Montfand              |                                                   | 46° 18′ 57″ nord, 3° 14′ 59″ est                  | « PA00093137 »                                    | Inscrit                                           | 1975                                              | Château de Montfand                               |
| Église Saint-Pourçain                      | Louchy-Montfand              |                                                   | 46° 18′ 24″ nord, 3° 14′ 41″ est                  | « PA00093138 »                                    | Inscrit                                           | 1933                                              | Église Saint-Pourçain                             |
| Église Saint-Sulpice                       | Louroux-de-Beaune            |                                                   | 46° 17′ 33″ nord, 2° 51′ 17″ est                  | « PA00093139 »                                    | Inscrit                                           | 1963                                              | Église Saint-Sulpice                              |
| Viaduc du Bellon                           | Louroux-de-Bouble            |                                                   | 46° 13′ 18″ nord, 3° 00′ 03″ est                  | « PA03000040 »                                    | Inscrit                                           | 2009                                              | Viaduc du Bellon                                  |
| Viaduc de la Bouble                        | Louroux-de-Bouble            |                                                   | 46° 13′ 27″ nord, 2° 56′ 49″ est                  | « PA03000041 »                                    | Inscrit                                           | 2009                                              | Viaduc de la Bouble                               |
| Croix                                      | Louroux-Bourbonnais          | Place de l'Église                                 | 46° 32′ 01″ nord, 2° 50′ 23″ est                  | « PA00093140 »                                    | Classé                                            | 1928                                              | Image manquante Téléverser                        |
| Église Saint-Martin                        | Louroux-Bourbonnais          |                                                   | 46° 32′ 01″ nord, 2° 50′ 23″ est                  | « PA00093141 »                                    | Inscrit                                           | 1926                                              | Église Saint-Martin                               |
| Château de Lurcy-Lévis                     | Lurcy-Lévis                  |                                                   | 46° 42′ 09″ nord, 2° 55′ 18″ est                  | « PA00093142 »                                    | Inscrit                                           | 1945                                              | Château de Lurcy-Lévis                            |
| Église Saint-Martin                        | Lurcy-Lévis                  |                                                   | 46° 43′ 49″ nord, 2° 56′ 18″ est                  | « PA00093143 »                                    | Classé                                            | 1937                                              | Église Saint-Martin                               |
| Château de Pomay                           | Lusigny                      |                                                   | 46° 34′ 28″ nord, 3° 26′ 47″ est                  | « PA00093144 »                                    | Inscrit                                           | 1947                                              | Château de Pomay                                  |
| Château de Noailly                         | Magnet                       |                                                   | 46° 13′ 08″ nord, 3° 29′ 11″ est                  | « PA00093145 »                                    | Inscrit                                           | 1933                                              | Image manquante Téléverser                        |
| Église Saint-Denis                         | Maillet                      |                                                   | 46° 28′ 43″ nord, 2° 39′ 04″ est                  | « PA00093146 »                                    | Inscrit                                           | 1949                                              | Église Saint-Denis                                |
| Église Saint-Prejet                        | Malicorne                    |                                                   | 46° 18′ 06″ nord, 2° 46′ 56″ est                  | « PA00093147 »                                    | Classé Inscrit                                    | 1932 1939 2004                                    | Église Saint-Prejet                               |
| Église Notre-Dame                          | Marcillat-en-Combraille      |                                                   | 46° 10′ 01″ nord, 2° 37′ 52″ est                  | « PA00093148 »                                    | Inscrit                                           | 1933                                              | Église Notre-Dame                                 |
| Château de Charnes                         | Marigny                      |                                                   | 46° 35′ 34″ nord, 3° 12′ 25″ est                  | « PA00093418 »                                    | Inscrit                                           | 1992                                              | Château de Charnes                                |
| Église Saint-Pourçain                      | Marigny                      |                                                   | 46° 34′ 58″ nord, 3° 12′ 34″ est                  | « PA00093149 »                                    | Classé                                            | 1919                                              | Église Saint-Pourçain                             |
| Croix de carrefour du Mayet-d'École        | Mayet-d'École (Le)           | R.N. 9                                            | 46° 09′ 42″ nord, 3° 14′ 08″ est                  | « PA00093150 »                                    | Inscrit                                           | 1937                                              | Image manquante Téléverser                        |
| Château de Langlard                        | Mazerier                     |                                                   | 46° 07′ 50″ nord, 3° 11′ 33″ est                  | « PA00093151 »                                    | Inscrit                                           | 1929                                              | Image manquante Téléverser                        |
| Château de La Motte-Mazerier               | Mazerier                     | 8, chemin des Grands-Champs                       | 46° 07′ 20″ nord, 3° 11′ 12″ est                  | « PA03000062 »                                    | Inscrit                                           | 2021                                              | Image manquante Téléverser                        |
| Église Saint-Saturnin                      | Mazerier                     |                                                   | 46° 07′ 30″ nord, 3° 11′ 21″ est                  | « PA00093152 »                                    | Classé                                            | 1990                                              | Église Saint-Saturnin                             |
| Viaduc de Neuvial                          | Mazerier                     |                                                   | 46° 07′ 42″ nord, 3° 10′ 00″ est                  | « PA00093153 »                                    | Inscrit                                           | 1965                                              | Viaduc de Neuvial                                 |
| Château du Plaix                           | Meaulne-Vitray               |                                                   | 46° 35′ 06″ nord, 2° 38′ 52″ est                  | « PA00093154 »                                    | Inscrit                                           | 1985                                              | Image manquante Téléverser                        |
| Église Saint-Éloi                          | Meaulne-Vitray               |                                                   | 46° 36′ 38″ nord, 2° 39′ 34″ est                  | « PA00093373 »                                    | Inscrit                                           | 1976                                              | Église Saint-Éloi                                 |
| Église Saint-Symphorien                    | Meaulne-Vitray               |                                                   | 46° 35′ 52″ nord, 2° 37′ 00″ est                  | « PA00093411 »                                    | Inscrit                                           | 1991                                              | Église Saint-Symphorien                           |
| Château des Aix                            | Meillard                     |                                                   | 46° 22′ 39″ nord, 3° 11′ 25″ est                  | « PA00093155 »                                    | Classé Inscrit                                    | 1989 2001                                         | Château des Aix                                   |
| Église Saint-Martin                        | Meillard                     |                                                   | 46° 23′ 25″ nord, 3° 14′ 07″ est                  | « PA00093156 »                                    | Inscrit                                           | 1933                                              | Église Saint-Martin                               |
| Château de La Salle                        | Meillers                     |                                                   | 46° 31′ 49″ nord, 3° 05′ 26″ est                  | « PA03000009 »                                    | Inscrit                                           | 2000                                              | Image manquante Téléverser                        |
| Église Saint-Julien                        | Meillers                     |                                                   | 46° 30′ 24″ nord, 3° 05′ 35″ est                  | « PA00093157 »                                    | Classé                                            | 1846                                              | Église Saint-Julien                               |
| Château de la Grillière                    | Monétay-sur-Allier           |                                                   | 46° 23′ 30″ nord, 3° 18′ 06″ est                  | « PA00093158 »                                    | Inscrit Classé                                    | 1988 1990                                         | Image manquante Téléverser                        |
| Château de Montaigu-le-Blin                | Montaigu-le-Blin             |                                                   | 46° 17′ 47″ nord, 3° 30′ 48″ est                  | « PA00093159 »                                    | Classé                                            | 1926                                              | Château de Montaigu-le-Blin                       |
| Château de Montaiguët-en-Forez             | Montaiguët-en-Forez          |                                                   | 46° 16′ 10″ nord, 3° 48′ 07″ est                  | « PA00093160 »                                    | Inscrit                                           | 1927                                              | Château de Montaiguët-en-Forez                    |
| Porte de ville                             | Montaiguët-en-Forez          |                                                   | 46° 16′ 13″ nord, 3° 48′ 03″ est                  | « PA00093161 »                                    | Classé                                            | 1924                                              | Porte de ville                                    |
| Église Saint-Jean-Baptiste                 | Montcombroux-les-Mines       |                                                   | 46° 21′ 15″ nord, 3° 44′ 30″ est                  | « PA00093162 »                                    | Inscrit Classé                                    | 1983                                              | Église Saint-Jean-Baptiste                        |
| Château de Fontorte                        | Monteignet-sur-l'Andelot     |                                                   | 46° 06′ 26″ nord, 3° 14′ 39″ est                  | « PA00125271 »                                    | Inscrit                                           | 1993                                              | Image manquante Téléverser                        |
| Château d'Idogne                           | Monteignet-sur-l'Andelot     |                                                   | 46° 07′ 29″ nord, 3° 16′ 16″ est                  | « PA00125270 »                                    | Inscrit                                           | 1993                                              | Image manquante Téléverser                        |
| Église Saint-Gervais-et-Saint-Protais      | Montet (Le)                  |                                                   | 46° 24′ 34″ nord, 3° 03′ 26″ est                  | « PA00093163 »                                    | Classé                                            | 1889                                              | Église Saint-Gervais-et-Saint-Protais             |
| Église Saint-Pierre                        | Montilly                     |                                                   | 46° 36′ 41″ nord, 3° 15′ 06″ est                  | « PA00093164 »                                    | Inscrit                                           | 1926                                              | Église Saint-Pierre                               |
|                                            | Montluçon                    | Voir Liste des monuments historiques de Montluçon | Voir Liste des monuments historiques de Montluçon | Voir Liste des monuments historiques de Montluçon | Voir Liste des monuments historiques de Montluçon | Voir Liste des monuments historiques de Montluçon | Voir Liste des monuments historiques de Montluçon |
| Château de Gayette                         | Montoldre                    |                                                   | 46° 19′ 10″ nord, 3° 25′ 42″ est                  | « PA00093185 »                                    | Classé Inscrit Classé                             | 1925 1988 1989                                    | Château de Gayette                                |
|                                            | Moulins                      | Voir Liste des monuments historiques de Moulins   | Voir Liste des monuments historiques de Moulins   | Voir Liste des monuments historiques de Moulins   | Voir Liste des monuments historiques de Moulins   | Voir Liste des monuments historiques de Moulins   | Voir Liste des monuments historiques de Moulins   |
| Château de Chatignoux                      | Murat                        |                                                   | 46° 23′ 12″ nord, 2° 54′ 18″ est                  | « PA00093234 »                                    | Inscrit                                           | 2010                                              | Image manquante Téléverser                        |
| Château de Murat                           | Murat                        |                                                   | 46° 24′ 00″ nord, 2° 54′ 25″ est                  | « PA00093233 »                                    | Inscrit                                           | 1930                                              | Château de Murat                                  |
| Église Saint-Nicolas                       | Murat                        |                                                   | 46° 24′ 04″ nord, 2° 54′ 29″ est                  | « PA00093235 »                                    | Classé Inscrit                                    | 1931 1958                                         | Église Saint-Nicolas                              |
| Église Saint-Jacques                       | Nades                        |                                                   | 46° 09′ 31″ nord, 2° 58′ 09″ est                  | « PA00093236 »                                    | Inscrit                                           | 1975                                              | Église Saint-Jacques                              |
| Château de la Guerche                      | Nassigny                     |                                                   | 46° 29′ 58″ nord, 2° 37′ 20″ est                  | « PA00093238 »                                    | Inscrit                                           | 1981                                              | Image manquante Téléverser                        |
| Château de Nassigny                        | Nassigny                     |                                                   | 46° 29′ 53″ nord, 2° 36′ 21″ est                  | « PA00093237 »                                    | Inscrit                                           | 1979                                              | Château de Nassigny                               |
| Château de Naves                           | Naves                        |                                                   | 46° 10′ 30″ nord, 3° 06′ 37″ est                  | « PA00093239 »                                    | Inscrit                                           | 1931                                              | Château de Naves                                  |
| Amphithéâtre                               | Néris-les-Bains              | Parc des Arènes                                   | 46° 17′ 24″ nord, 2° 39′ 29″ est                  | « PA00093245 »                                    | Classé                                            | 1862                                              | Amphithéâtre                                      |
| Camp romain des Chaudes                    | Néris-les-Bains              | Vallon des Chaudes                                | 46° 17′ 22″ nord, 2° 39′ 20″ est                  | « PA00093240 »                                    | Classé                                            | 1927                                              | Camp romain des Chaudes                           |
| Casino                                     | Néris-les-Bains              |                                                   | 46° 17′ 14″ nord, 2° 39′ 30″ est                  | « PA00093241 »                                    | Inscrit                                           | 1984                                              | Casino                                            |
| Église Saint-Georges                       | Néris-les-Bains              |                                                   | 46° 17′ 16″ nord, 2° 39′ 45″ est                  | « PA00093242 »                                    | Classé                                            | 1923                                              | Église Saint-Georges                              |
| Établissement thermal                      | Néris-les-Bains              | 6 place des Thermes                               | 46° 17′ 11″ nord, 2° 39′ 34″ est                  | « PA00093243 »                                    | Inscrit                                           | 1984                                              | Établissement thermal                             |
| Gare                                       | Néris-les-Bains              |                                                   | 46° 17′ 10″ nord, 2° 39′ 07″ est                  | « PA00093244 »                                    | Inscrit                                           | 1975                                              | Gare                                              |
| Monument aux morts de Néris-les-Bains      | Néris-les-Bains              |                                                   | 46° 17′ 19″ nord, 2° 39′ 36″ est                  | « PA03000054 »                                    | Classé                                            | 2021                                              | Image manquante Téléverser                        |
| Villa de Cheberne                          | Néris-les-Bains              |                                                   | 46° 17′ 03″ nord, 2° 40′ 10″ est                  | « PA00093409 »                                    | Inscrit                                           | 1991                                              | Image manquante Téléverser                        |
| Église Sainte-Marie-Madeleine              | Neuilly-en-Donjon            |                                                   | 46° 20′ 41″ nord, 3° 53′ 16″ est                  | « PA00093246 »                                    | Classé                                            | 1944                                              | Église Sainte-Marie-Madeleine                     |
| Château de Lécluse                         | Neuilly-le-Réal              |                                                   | 46° 28′ 42″ nord, 3° 25′ 27″ est                  | « PA03000047 »                                    | inscription                                       | 2012                                              | Image manquante Téléverser                        |
| Logis d'Henri IV                           | Neuilly-le-Réal              |                                                   | 46° 27′ 49″ nord, 3° 25′ 52″ est                  | « PA00093248 »                                    | Inscrit                                           | 1972                                              | Logis d'Henri IV                                  |
| Maison des Gazons                          | Neuilly-le-Réal              |                                                   | 46° 26′ 39″ nord, 3° 26′ 47″ est                  | « PA00093247 »                                    | Inscrit                                           | 1983                                              | Image manquante Téléverser                        |
| Château du Fresne                          | Neuilly-le-Réal              |                                                   | 46° 26′ 40″ nord, 3° 27′ 49″ est                  | « PA03000065 »                                    | Inscrit                                           | 2021                                              | Image manquante Téléverser                        |
| Château des Melays                         | Neuvy                        |                                                   | 46° 34′ 28″ nord, 3° 16′ 11″ est                  | « PA03000051 »                                    | Inscrit                                           | 2016                                              | Château des Melays                                |
| Château du Vieux-Melay                     | Neuvy                        |                                                   | 46° 34′ 32″ nord, 3° 16′ 10″ est                  | « PA00093249 »                                    | Inscrit                                           | 1985                                              | Château du Vieux-Melay                            |
| Église Saint-Hilaire                       | Neuvy                        |                                                   | 46° 33′ 45″ nord, 3° 17′ 23″ est                  | « PA00093250 »                                    | Inscrit Classé                                    | 1929 1932                                         | Église Saint-Hilaire                              |
| Château de Noyant-d'Allier                 | Noyant-d'Allier              |                                                   | 46° 28′ 46″ nord, 3° 07′ 36″ est                  | « PA03000030 »                                    | Inscrit                                           | 2007                                              | Image manquante Téléverser                        |
| Château de Paray                           | Paray-le-Frésil              |                                                   | 46° 39′ 08″ nord, 3° 36′ 45″ est                  | « PA00093251 »                                    | Inscrit                                           | 1981                                              | Image manquante Téléverser                        |
| Maison à pans de bois                      | Paray-le-Frésil              | Le Treuil                                         | 46° 40′ 25″ nord, 3° 36′ 00″ est                  | « PA00093252 »                                    | Inscrit                                           | 1987                                              | Image manquante Téléverser                        |
| Église Saint-Julien                        | Poëzat                       |                                                   | 46° 04′ 37″ nord, 3° 13′ 22″ est                  | « PA00093253 »                                    | Inscrit                                           | 1935                                              | Église Saint-Julien                               |
| Château de Pouzy                           | Pouzy-Mésangy                |                                                   | 46° 42′ 36″ nord, 3° 00′ 19″ est                  | « PA00093254 »                                    | Inscrit                                           | 1981                                              | Château de Pouzy                                  |
| Église Saint-Aignan                        | Pouzy-Mésangy                |                                                   | 46° 42′ 38″ nord, 3° 00′ 18″ est                  | « PA00093255 »                                    | Classé Inscrit                                    | 1922 1925                                         | Église Saint-Aignan                               |
| Prieuré Notre-Dame de Reugny               | Reugny                       |                                                   | 46° 27′ 38″ nord, 2° 36′ 54″ est                  | « PA00093256 »                                    | Inscrit                                           | 1989                                              | Prieuré Notre-Dame de Reugny                      |
| Château de la Lande                        | Rocles                       |                                                   | 46° 27′ 08″ nord, 3° 03′ 24″ est                  | « PA00093257 »                                    | Inscrit                                           | 2001                                              | Image manquante Téléverser                        |
| Église Saint-Saturnin                      | Rocles                       |                                                   | 46° 25′ 23″ nord, 3° 01′ 52″ est                  | « PA00093258 »                                    | Inscrit                                           | 1951                                              | Église Saint-Saturnin                             |
| Château du Méage                           | Rongères                     |                                                   | 46° 17′ 18″ nord, 3° 27′ 54″ est                  | « PA00093259 »                                    | Inscrit                                           | 1998                                              | Château du Méage                                  |
| Église Saint-Christophe                    | Ronnet                       |                                                   | 46° 12′ 19″ nord, 2° 41′ 58″ est                  | « PA00093260 »                                    | Inscrit                                           | 1969                                              | Église Saint-Christophe                           |
| Église Saint-Jean-Baptiste                 | Saint-Aubin-le-Monial        |                                                   | 46° 32′ 57″ nord, 3° 01′ 33″ est                  | « PA00093261 »                                    | Inscrit                                           | 1973                                              | Image manquante Téléverser                        |
| Église Saint-Bonnet                        | Saint-Bonnet-de-Four         |                                                   | 46° 18′ 45″ nord, 2° 54′ 37″ est                  | « PA00093262 »                                    | Inscrit                                           | 1968                                              | Église Saint-Bonnet                               |
| Château de Rochefort                       | Saint-Bonnet-de-Rochefort    |                                                   | 46° 08′ 07″ nord, 3° 07′ 48″ est                  | « PA00093263 »                                    | Inscrit                                           | 2015                                              | Château de Rochefort                              |
| Viaduc de Rouzat                           | Saint-Bonnet-de-Rochefort    |                                                   | 46° 08′ 16″ nord, 3° 08′ 54″ est                  | « PA00093264 »                                    | Inscrit                                           | 1965                                              | Viaduc de Rouzat                                  |
| Chapelle Sainte-Agathe                     | Saint-Désiré                 |                                                   | 46° 29′ 58″ nord, 2° 27′ 46″ est                  | « PA00093265 »                                    | Inscrit                                           | 1971                                              | Chapelle Sainte-Agathe                            |
| Abbaye de Bussières-les-Nonains            | Saint-Désiré                 |                                                   | 46° 31′ 26″ nord, 2° 30′ 48″ est                  | « PA03000058 »                                    | Inscrit MH                                        | 2020                                              | Image manquante Téléverser                        |
| Église Saint-Désiré                        | Saint-Désiré                 |                                                   | 46° 29′ 54″ nord, 2° 25′ 52″ est                  | « PA00093266 »                                    | Classé                                            | 1875                                              | Église Saint-Désiré                               |
| Bâtiments à pans de bois                   | Saint-Didier-en-Donjon       | La Bazolle                                        | 46° 23′ 03″ nord, 3° 51′ 30″ est                  | « PA00093267 »                                    | Classé                                            | 1982                                              | Image manquante Téléverser                        |
| Château des Millets                        | Saint-Didier-en-Donjon       |                                                   | 46° 23′ 43″ nord, 3° 53′ 26″ est                  | « PA03000042 »                                    | Inscrit                                           | 2009                                              | Image manquante Téléverser                        |
| Abbaye Saint-Gilbert                       | Saint-Didier-la-Forêt        |                                                   | 46° 15′ 02″ nord, 3° 19′ 56″ est                  | « PA00093268 »                                    | Classé Inscrit                                    | 1969 2001                                         | Abbaye Saint-Gilbert                              |
| Château de l'Ours                          | Sainte-Thérence              |                                                   | 46° 15′ 39″ nord, 2° 34′ 24″ est                  | « PA00135202 »                                    | Inscrit                                           | 1995                                              | Château de l'Ours                                 |
| Église Sainte-Thérence                     | Sainte-Thérence              |                                                   | 46° 14′ 32″ nord, 2° 33′ 36″ est                  | « PA00093291 »                                    | Inscrit Classé                                    | 1935 1965                                         | Église Sainte-Thérence                            |
| Château de Verseilles                      | Saint-Étienne-de-Vicq        |                                                   | 46° 09′ 15″ nord, 3° 32′ 16″ est                  | « PA00093269 »                                    | Inscrit                                           | 2003                                              | Château de Verseilles                             |
| Église Saint-Étienne                       | Saint-Étienne-de-Vicq        |                                                   | 46° 10′ 35″ nord, 3° 32′ 00″ est                  | « PA00093270 »                                    | Classé                                            | 1932                                              | Église Saint-Étienne                              |
| Église Saint-Julien                        | Saint-Gérand-le-Puy          |                                                   | 46° 15′ 20″ nord, 3° 30′ 42″ est                  | « PA00093273 »                                    | Inscrit                                           | 1932                                              | Église Saint-Julien                               |
| Château des Guichardots                    | Saint-Gérand-de-Vaux         |                                                   | 46° 23′ 29″ nord, 3° 22′ 10″ est                  | « PA03000016 »                                    | Inscrit                                           | 2002                                              | Image manquante Téléverser                        |
| Château d'Hauterive                        | Saint-Gérand-de-Vaux         |                                                   | 46° 24′ 34″ nord, 3° 23′ 52″ est                  | « PA00093271 »                                    | Inscrit                                           | 2000                                              | Image manquante Téléverser                        |
| Château de Saint-Géran                     | Saint-Gérand-de-Vaux         |                                                   | 46° 22′ 23″ nord, 3° 24′ 11″ est                  | « PA00093272 »                                    | Classé Inscrit                                    | 1986 2003                                         | Château de Saint-Géran                            |
| Église Notre-Dame                          | Saint-Germain-des-Fossés     |                                                   | 46° 11′ 49″ nord, 3° 26′ 07″ est                  | « PA00093275 »                                    | Classé                                            | 1969                                              | Église Notre-Dame                                 |
| Château de Salles                          | Saint-Germain-de-Salles      | Salles, les logis de Sioule                       | 46° 10′ 37″ nord, 3° 12′ 33″ est                  | « PA00093274 »                                    | Inscrit                                           | 1947                                              | Château de Salles                                 |
| Église Saint-Loup                          | Saint-Hilaire                |                                                   | 46° 29′ 37″ nord, 3° 01′ 17″ est                  | « PA00093276 »                                    | Inscrit                                           | 2003                                              | Église Saint-Loup                                 |
| Église Saint-Martin d'Augy                 | Saint-Léopardin-d'Augy       | Le Bourg                                          | 46° 41′ 01″ nord, 3° 06′ 17″ est                  | « PA00093277 »                                    | Classé                                            | 1961                                              | Église Saint-Martin d'Augy                        |
| Église Saint-Marcel                        | Saint-Marcel-en-Murat        |                                                   | 46° 19′ 13″ nord, 3° 00′ 32″ est                  | « PA00093278 »                                    | Classé                                            | 1963                                              | Église Saint-Marcel                               |
| Château de Clusors                         | Saint-Menoux                 |                                                   | 46° 35′ 37″ nord, 3° 09′ 22″ est                  | « PA03000048 »                                    | inscription                                       | 2012                                              | Château de Clusors                                |
| Château de Souys                           | Saint-Menoux                 |                                                   | 46° 35′ 21″ nord, 3° 10′ 42″ est                  | « PA00093279 »                                    | Inscrit                                           | 1952                                              | Château de Souys                                  |
| Église romane                              | Saint-Menoux                 |                                                   | 46° 35′ 07″ nord, 3° 09′ 25″ est                  | « PA00093280 »                                    | Classé                                            | 1840                                              | Église romane                                     |
| Maison des Vertus cardinales               | Saint-Menoux                 |                                                   | 46° 35′ 05″ nord, 3° 09′ 26″ est                  | « PA03000010 »                                    | Inscrit                                           | 2000                                              | Maison des Vertus cardinales                      |
| Croix de chemin                            | Saint-Pierre-Laval           | Place publique                                    | 46° 12′ 07″ nord, 3° 46′ 48″ est                  | « PA00093281 »                                    | Inscrit                                           | 1925                                              | Image manquante Téléverser                        |
| Église Saint-Placide                       | Saint-Plaisir                |                                                   | 46° 37′ 21″ nord, 2° 58′ 07″ est                  | « PA00093282 »                                    | Inscrit                                           | 1926                                              | Église Saint-Placide                              |
| Château de Saint-Pont                      | Saint-Pont                   |                                                   | 46° 09′ 52″ nord, 3° 17′ 40″ est                  | « PA00093283 »                                    | Inscrit                                           | 1990                                              | Château de Saint-Pont                             |
| Église Saint-Mayeul-et-Saint-Pont          | Saint-Pont                   |                                                   | 46° 09′ 46″ nord, 3° 17′ 47″ est                  | « PA00093284 »                                    | Inscrit                                           | 1980                                              | Église Saint-Mayeul-et-Saint-Pont                 |
| Château de Beauvoir                        | Saint-Pourçain-sur-Besbre    |                                                   | 46° 28′ 00″ nord, 3° 38′ 05″ est                  | « PA00093285 »                                    | Inscrit                                           | 2005                                              | Château de Beauvoir                               |
| Château de Thoury                          | Saint-Pourçain-sur-Besbre    |                                                   | 46° 28′ 48″ nord, 3° 38′ 25″ est                  | « PA00093286 »                                    | Inscrit                                           | 1928                                              | Château de Thoury                                 |
| Beffroi                                    | Saint-Pourçain-sur-Sioule    |                                                   | 46° 18′ 27″ nord, 3° 17′ 22″ est                  | « PA00093287 »                                    | Inscrit                                           | 1986                                              | Beffroi                                           |
| Chapelle de Briailles                      | Saint-Pourçain-sur-Sioule    |                                                   | 46° 18′ 10″ nord, 3° 19′ 47″ est                  | « PA03000052 »                                    | Inscrit                                           | 2016                                              | Chapelle de Briailles                             |
| Église Sainte-Croix                        | Saint-Pourçain-sur-Sioule    |                                                   | 46° 18′ 28″ nord, 3° 17′ 25″ est                  | « PA00093288 »                                    | Classé                                            | 1875                                              | Église Sainte-Croix                               |
| Villa de Chatet                            | Saint-Pourçain-sur-Sioule    |                                                   | 46° 17′ 53″ nord, 3° 18′ 15″ est                  | « PA03000055 »                                    | Inscrit                                           | 2019                                              | Image manquante Téléverser                        |
| Église Saint-Priest                        | Saint-Priest-en-Murat        |                                                   | 46° 20′ 59″ nord, 2° 54′ 44″ est                  | « PA00093289 »                                    | Inscrit                                           | 1968                                              | Église Saint-Priest                               |
| Château du Chambon                         | Saint-Rémy-en-Rollat         |                                                   | 46° 11′ 52″ nord, 3° 23′ 55″ est                  | « PA00093290 »                                    | Inscrit                                           | 1977                                              | Château du Chambon                                |
| Chapelle Saint-Rémy                        | Saint-Sauvier                |                                                   | 46° 24′ 15″ nord, 2° 19′ 58″ est                  | « PA00125272 »                                    | Inscrit                                           | 1993                                              | Chapelle Saint-Rémy                               |
| Église Saint-Victor                        | Saint-Victor                 |                                                   | 46° 23′ 44″ nord, 2° 36′ 25″ est                  | « PA00093292 »                                    | Inscrit                                           | 1931                                              | Église Saint-Victor                               |
| Chapelle du Verger                         | Saint-Voir                   |                                                   | 46° 24′ 26″ nord, 3° 31′ 11″ est                  | « PA00093293 »                                    | Classé                                            | 1989                                              | Image manquante Téléverser                        |
| Château de Saligny                         | Saligny-sur-Roudon           |                                                   | 46° 28′ 14″ nord, 3° 45′ 15″ est                  | « PA00093294 »                                    | Inscrit                                           | 2008                                              | Château de Saligny                                |
| Église Saint-Julien                        | Saulcet                      |                                                   | 46° 19′ 31″ nord, 3° 15′ 45″ est                  | « PA00093295 »                                    | Classé                                            | 1929                                              | Église Saint-Julien                               |
| Château de Beauverger                      | Saulzet                      |                                                   | 46° 08′ 12″ nord, 3° 13′ 30″ est                  | « PA00093296 »                                    | Inscrit                                           | 1929                                              | Château de Beauverger                             |
| Château de la Varenne                      | Sauvagny                     |                                                   | 46° 25′ 58″ nord, 2° 47′ 08″ est                  | « PA03000072 »                                    | Inscrit                                           | 2023                                              | Image manquante Téléverser                        |
| Église Saint-Germain                       | Sauvagny                     |                                                   | 46° 26′ 39″ nord, 2° 49′ 11″ est                  | « PA00093297 »                                    | Classé                                            | 1930                                              | Église Saint-Germain                              |
| Église Saint-Laurent                       | Sazeret                      |                                                   | 46° 20′ 22″ nord, 2° 57′ 22″ est                  | « PA00093298 »                                    | Inscrit                                           | 1935                                              | Église Saint-Laurent                              |
| Église Saint-Martial                       | Seuillet                     |                                                   | 46° 12′ 07″ nord, 3° 28′ 23″ est                  | « PA00093299 »                                    | Classé                                            | 1945                                              | Église Saint-Martial                              |
| Château des Chaulets                       | Souvigny                     |                                                   | 46° 31′ 13″ nord, 3° 12′ 31″ est                  | « PA00093301 »                                    | Inscrit                                           | 1976                                              | Image manquante Téléverser                        |
| Château de Chéry                           | Souvigny                     |                                                   | 46° 31′ 54″ nord, 3° 12′ 49″ est                  | « PA00093302 »                                    | Inscrit                                           | 1975                                              | Image manquante Téléverser                        |
| Château de Souvigny                        | Souvigny                     |                                                   | 46° 32′ 09″ nord, 3° 11′ 34″ est                  | « PA00093304 »                                    | Inscrit                                           | 1931                                              | Château de Souvigny                               |
| Château de la Viveyre                      | Souvigny                     |                                                   | 46° 29′ 49″ nord, 3° 11′ 09″ est                  | « PA03000043 »                                    | Inscrit                                           | 2010                                              | Image manquante Téléverser                        |
| Église Saint-Marc                          | Souvigny                     |                                                   | 46° 32′ 08″ nord, 3° 11′ 34″ est                  | « PA00093303 »                                    | Classé                                            | 1840                                              | Église Saint-Marc                                 |
| Maison La Matray                           | Souvigny                     |                                                   | 46° 31′ 52″ nord, 3° 10′ 48″ est                  | « PA00093306 »                                    | Inscrit                                           | 1975                                              | Image manquante Téléverser                        |
| Maison des Voûtes                          | Souvigny                     |                                                   | 46° 32′ 09″ nord, 3° 11′ 40″ est                  | « PA00093305 »                                    | Inscrit                                           | 1982                                              | Image manquante Téléverser                        |
| Prieuré clunisien de Souvigny              | Souvigny                     |                                                   | 46° 32′ 06″ nord, 3° 11′ 35″ est                  | « PA00093300 »                                    | Classé                                            | 1926 2001                                         | Prieuré clunisien de Souvigny                     |
| Château de Boussac                         | Target                       |                                                   | 46° 17′ 12″ nord, 3° 01′ 31″ est                  | « PA03000057 »                                    | Inscrit                                           | 2019                                              | Image manquante Téléverser                        |
| Église Saint-Marien                        | Target                       |                                                   | 46° 17′ 19″ nord, 3° 03′ 36″ est                  | « PA00093307 »                                    | Inscrit                                           | 1929                                              | Église Saint-Marien                               |
| Église Saint-André                         | Taxat-Senat                  | Taxat                                             | 46° 12′ 20″ nord, 3° 09′ 23″ est                  | « PA00093309 »                                    | Inscrit                                           | 1942                                              | Église Saint-André                                |
| Église Saint-Martin                        | Taxat-Senat                  | Senat                                             | 46° 12′ 03″ nord, 3° 08′ 12″ est                  | « PA00093308 »                                    | Inscrit                                           | 1931                                              | Église Saint-Martin                               |
| Château du Mas                             | Teillet-Argenty              |                                                   | 46° 15′ 15″ nord, 2° 30′ 42″ est                  | « PA00093310 »                                    | Inscrit                                           | 1935                                              | Image manquante Téléverser                        |
| Église Saint-Blaise                        | Teillet-Argenty              |                                                   | 46° 16′ 11″ nord, 2° 31′ 56″ est                  | « PA00093311 »                                    | Inscrit                                           | 1934                                              | Image manquante Téléverser                        |
| Château de Fontariol                       | Le Theil                     |                                                   | 46° 22′ 01″ nord, 3° 06′ 56″ est                  | « PA00093312 »                                    | Inscrit                                           | 2010                                              | Château de Fontariol                              |
| Château du Max                             | Le Theil                     |                                                   | 46° 20′ 46″ nord, 3° 06′ 32″ est                  | « PA03000063 »                                    | Inscrit                                           | 2021                                              | Image manquante Téléverser                        |
| Église Saint-Martin                        | Le Theil                     |                                                   | 46° 21′ 21″ nord, 3° 08′ 06″ est                  | « PA00093313 »                                    | Inscrit                                           | 1927                                              | Église Saint-Martin                               |
| Église Saint-Pierre                        | Theneuille                   |                                                   | 46° 35′ 03″ nord, 2° 51′ 51″ est                  | « PA00093314 »                                    | Classé Inscrit                                    | 1923 2003                                         | Église Saint-Pierre                               |
| Château des Gouttes                        | Thionne                      |                                                   | 46° 25′ 24″ nord, 3° 35′ 17″ est                  | « PA00093315 »                                    | Inscrit                                           | 2003                                              | Image manquante Téléverser                        |
| Château de la Brosse-Raquin                | Tortezais                    |                                                   | 46° 25′ 55″ nord, 2° 51′ 25″ est                  | « PA00093316 »                                    | Inscrit Classé                                    | 1947 1959                                         | Image manquante Téléverser                        |
| Château de Montchenin                      | Toulon-sur-Allier            |                                                   | 46° 29′ 26″ nord, 3° 22′ 08″ est                  | « PA00093317 »                                    | Inscrit                                           | 2000                                              | Image manquante Téléverser                        |
| Église Sainte-Marthe                       | Toulon-sur-Allier            |                                                   | 46° 31′ 07″ nord, 3° 21′ 33″ est                  | « PA00093318 »                                    | Inscrit                                           | 1926                                              | Église Sainte-Marthe                              |
| Château de Boucherolles                    | Treban                       |                                                   | 46° 24′ 03″ nord, 3° 10′ 55″ est                  | « PA00093319 »                                    | Inscrit                                           | 1973                                              | Image manquante Téléverser                        |
| Château du Vieux Chambord                  | Treteau                      |                                                   | 46° 21′ 32″ nord, 3° 34′ 01″ est                  | « PA00093320 »                                    | Classé                                            | 1972                                              | Château du Vieux Chambord                         |
| Château de la Motte-Vesset                 | Treteau                      |                                                   | 46° 21′ 29″ nord, 3° 31′ 59″ est                  | « PA03000073 »                                    | Inscrit MH                                        | 2023                                              | Image manquante Téléverser                        |
| Château d'Avrilly                          | Trévol                       |                                                   | 46° 38′ 22″ nord, 3° 17′ 18″ est                  | « PA00093321 »                                    | Inscrit Classé                                    | 1999 2021                                         | Château d'Avrilly                                 |
| Château de Mirebeau                        | Trévol                       |                                                   | 46° 37′ 26″ nord, 3° 17′ 41″ est                  | « PA00093322 »                                    | Inscrit                                           | 1985                                              | Image manquante Téléverser                        |
| Église Saint-Pierre                        | Trévol                       |                                                   | 46° 37′ 48″ nord, 3° 18′ 20″ est                  | « PA00093323 »                                    | Inscrit                                           | 1961                                              | Image manquante Téléverser                        |
| Maison de Demou                            | Trévol                       |                                                   | 46° 36′ 51″ nord, 3° 20′ 22″ est                  | « PA03000021 »                                    | Inscrit                                           | 2003                                              | Image manquante Téléverser                        |
| Église Saint-Maurice                       | Tronget                      |                                                   | 46° 25′ 20″ nord, 3° 04′ 03″ est                  | « PA00093324 »                                    | Classé                                            | 1942                                              | Église Saint-Maurice                              |
| Église Saint-Martin                        | Urçay                        |                                                   | 46° 37′ 38″ nord, 2° 35′ 24″ est                  | « PA00093383 »                                    | Inscrit                                           | 1989                                              | Église Saint-Martin                               |
| Château de la Croizette                    | Ussel-d'Allier               |                                                   | 46° 12′ 43″ nord, 3° 11′ 34″ est                  | « PA00093325 »                                    | Inscrit                                           | 1966                                              | Image manquante Téléverser                        |
| Église Saint-André                         | Valignat                     |                                                   | 46° 10′ 34″ nord, 3° 04′ 25″ est                  | « PA00093326 »                                    | Inscrit                                           | 1968                                              | Église Saint-André                                |
| Château du Creux                           | Vallon-en-Sully              |                                                   | 46° 33′ 01″ nord, 2° 39′ 23″ est                  | « PA00093327 »                                    | Inscrit Classé                                    | 1992 1995                                         | Image manquante Téléverser                        |
| Château de la Lande                        | Vallon-en-Sully              |                                                   | 46° 32′ 26″ nord, 2° 38′ 54″ est                  | « PA00093328 »                                    | Inscrit                                           | 1983                                              | Image manquante Téléverser                        |
| Château de Peufeilhoux                     | Vallon-en-Sully              |                                                   | à géolocaliser                                    | « PA03000060 »                                    | Inscrit                                           | 2021                                              | Image manquante Téléverser                        |
| Église Saint-Blaise                        | Vallon-en-Sully              |                                                   | 46° 32′ 11″ nord, 2° 36′ 26″ est                  | « PA00093329 »                                    | Classé                                            | 1889                                              | Église Saint-Blaise                               |
| Château de Veauce                          | Veauce                       |                                                   | 46° 09′ 50″ nord, 3° 03′ 19″ est                  | « PA00093330 »                                    | Classé Inscrit                                    | 1985 1986 2011                                    | Château de Veauce                                 |
| Église Sainte-Croix                        | Veauce                       |                                                   | 46° 09′ 53″ nord, 3° 03′ 24″ est                  | « PA00093331 »                                    | Classé                                            | 1862                                              | Église Sainte-Croix                               |
| Église Saint-Paul                          | Venas                        |                                                   | 46° 28′ 34″ nord, 2° 45′ 52″ est                  | « PA00093332 »                                    | Inscrit                                           | 1926                                              | Image manquante Téléverser                        |
| Château de Verneuil-en-Bourbonnais         | Verneuil-en-Bourbonnais      |                                                   | 46° 20′ 46″ nord, 3° 15′ 03″ est                  | « PA00093335 »                                    | Inscrit                                           | 1928                                              | Château de Verneuil-en-Bourbonnais                |
| Château du Vousset                         | Verneuil-en-Bourbonnais      |                                                   | 46° 21′ 12″ nord, 3° 16′ 22″ est                  | « PA00093395 »                                    | Inscrit                                           | 1990                                              | Image manquante Téléverser                        |
| Église Notre-Dame-sur-l'Eau                | Verneuil-en-Bourbonnais      |                                                   | 46° 20′ 49″ nord, 3° 15′ 05″ est                  | « PA00093334 »                                    | Inscrit                                           | 1928                                              | Image manquante Téléverser                        |
| Église Saint-Pierre                        | Verneuil-en-Bourbonnais      |                                                   | 46° 20′ 47″ nord, 3° 15′ 02″ est                  | « PA00093333 »                                    | Classé                                            | 1910                                              | Église Saint-Pierre                               |
| Maison à pans de bois                      | Verneuil-en-Bourbonnais      | Place de l'Église                                 | 46° 20′ 48″ nord, 3° 15′ 03″ est                  | « PA00093336 »                                    | Inscrit                                           | 1972                                              | Image manquante Téléverser                        |
| Château de Puy-Guillon                     | Vernusse                     |                                                   | 46° 15′ 48″ nord, 2° 58′ 02″ est                  | « PA03000044 »                                    | Inscrit                                           | 2010                                              | Image manquante Téléverser                        |
| Chapelle Saint-Mayol du Veurdre            | Le Veurdre                   | rue Saint-Mayeul                                  | 46° 45′ 25″ nord, 3° 01′ 54″ est                  | « PA00093337 »                                    | Classé                                            | 1974                                              | Image manquante Téléverser                        |
| Château de la Beaume                       | Le Veurdre                   |                                                   | 46° 45′ 14″ nord, 3° 02′ 44″ est                  | « PA00093415 »                                    | Inscrit                                           | 1991                                              | Château de la Beaume                              |
| Château de Beauregard                      | Le Veurdre                   | Beauregard                                        | 46° 44′ 13″ nord, 3° 04′ 21″ est                  | « PA00093416 »                                    | Inscrit                                           | 1991                                              | Image manquante Téléverser                        |
|                                            | Vichy                        | Voir Liste des monuments historiques de Vichy     | Voir Liste des monuments historiques de Vichy     | Voir Liste des monuments historiques de Vichy     | Voir Liste des monuments historiques de Vichy     | Voir Liste des monuments historiques de Vichy     | Voir Liste des monuments historiques de Vichy     |
| Château d'Arçon                            | Vicq                         |                                                   | 46° 07′ 51″ nord, 3° 06′ 15″ est                  | « PA00093362 »                                    | Inscrit                                           | 1975                                              | Château d'Arçon                                   |
| Château de La Mothe                        | Vicq                         |                                                   | 46° 08′ 53″ nord, 3° 05′ 39″ est                  | « PA00093364 »                                    | Classé                                            | 1945                                              | Château de La Mothe                               |
| Église Saint-Maurice                       | Vicq                         |                                                   | 46° 08′ 51″ nord, 3° 05′ 33″ est                  | « PA00093363 »                                    | Classé                                            | 1911                                              | Église Saint-Maurice                              |
| Château de la Chaussière                   | Vieure                       |                                                   | 46° 30′ 49″ nord, 2° 53′ 18″ est                  | « PA00093365 »                                    | Inscrit                                           | 2007                                              | Image manquante Téléverser                        |
| Château de la Salle                        | Vieure                       |                                                   | 46° 30′ 26″ nord, 2° 52′ 36″ est                  | « PA00093366 »                                    | Inscrit                                           | 2002                                              | Image manquante Téléverser                        |
| Église Saint-Martin                        | Le Vilhain                   |                                                   | 46° 33′ 39″ nord, 2° 47′ 47″ est                  | « PA00093367 »                                    | Inscrit                                           | 1933                                              | Église Saint-Martin                               |
| Chapelle de Poliet                         | Villebret                    |                                                   | 46° 17′ 23″ nord, 2° 37′ 00″ est                  | « PA00093368 »                                    | Inscrit                                           | 1935                                              | Image manquante Téléverser                        |
| Château de Neuville                        | Villefranche-d'Allier        | Neuville                                          | 46° 25′ 13″ nord, 2° 49′ 42″ est                  | « PA00093369 »                                    | Inscrit                                           | 1984                                              | Château de Neuville                               |
| Église Saint-Jacques-le-Majeur             | Villefranche-d'Allier        |                                                   | 46° 23′ 50″ nord, 2° 51′ 24″ est                  | « PA00093370 »                                    | Inscrit                                           | 1933                                              | Église Saint-Jacques-le-Majeur                    |
| Ferme-château de Saint-Mœurs               | Villefranche-d'Allier        | Saint-Mœurs                                       | 46° 24′ 24″ nord, 2° 48′ 56″ est                  | « PA00093371 »                                    | Inscrit                                           | 1978                                              | Image manquante Téléverser                        |
| Arboretum de Balaine                       | Villeneuve-sur-Allier        |                                                   | 46° 41′ 49″ nord, 3° 14′ 47″ est                  |                                                   | Classé                                            | 1993                                              | Arboretum de Balaine                              |
| Château de Balaine                         | Villeneuve-sur-Allier        |                                                   | 46° 41′ 49″ nord, 3° 14′ 47″ est                  | « PA00093423 »                                    | Classé                                            | 1993                                              | Château de Balaine                                |
| Château du Riau                            | Villeneuve-sur-Allier        |                                                   | 46° 39′ 45″ nord, 3° 16′ 38″ est                  | « PA00093372 »                                    | Inscrit Classé Inscrit                            | 1946 1977 1991                                    | Château du Riau                                   |
| Château de la Forêt                        | Ygrande                      | La Forêt                                          | 46° 32′ 22″ nord, 2° 57′ 11″ est                  | « PA00093374 »                                    | Inscrit                                           | 1981                                              | Image manquante Téléverser                        |
| Église Saint-Martin                        | Ygrande                      |                                                   | 46° 33′ 09″ nord, 2° 56′ 39″ est                  | « PA00093375 »                                    | Classé                                            | 1875                                              | Église Saint-Martin                               |
| Manoir de la Grolière                      | Ygrande                      | La Grolière                                       | 46° 30′ 55″ nord, 2° 57′ 38″ est                  | « PA00093376 »                                    | Inscrit                                           | 1971                                              | Image manquante Téléverser                        |
| Château de Joulet                          | Yzeure                       | Rue de Foulet                                     | 46° 34′ 02″ nord, 3° 20′ 33″ est                  | « PA00093377 »                                    | Inscrit                                           | 1929                                              | Château de Joulet                                 |
| Château de Panloup                         | Yzeure                       |                                                   | 46° 33′ 14″ nord, 3° 21′ 16″ est                  | « PA00093378 »                                    | Inscrit                                           | 1947                                              | Château de Panloup                                |
| Château de Pouzeux                         | Yzeure                       |                                                   | 46° 33′ 31″ nord, 3° 20′ 59″ est                  | « PA00093379 »                                    | Inscrit                                           | 1947                                              | Château de Pouzeux                                |
| Église Saint-Pierre                        | Yzeure                       |                                                   | 46° 34′ 00″ nord, 3° 21′ 16″ est                  | « PA00093380 »                                    | Classé                                            | 1914                                              | Église Saint-Pierre                               |